# Stříbrné Hory (Nalžovské Hory)
Stříbrné Hory (německy Silberberg) jsou část města Nalžovské Hory v okrese Klatovy v Plzeňském kraji. Nachází se na jihozápadě Nalžovských Hor. Stříbrné Hory leží v katastrálním území Nalžovské Hory o výměře 8,78 km².

## Historie
První písemná zmínka o vesnici pochází z roku 1525. Obec vznikla jako horní osada u stříbrných dolů, které roku 1521 založil majitel nalžovského panství Svojše z Velhartic. Roku 1530 byla ves povýšena na město. Doly však byly roku 1541 zatopeny a v roce 1585 dolování zaniklo.

## Obyvatelstvo
| Rok            | 1869 | 1880 | 1890 | 1900 | 1910 | 1921 | 1930 | 1950 | 1961 | 1970 | 1980 | 1991 | 2001 | 2011 | 2021 |
| -------------- | ---- | ---- | ---- | ---- | ---- | ---- | ---- | ---- | ---- | ---- | ---- | ---- | ---- | ---- | ---- |
| Počet obyvatel | 859  | 773  | 688  | 702  | 626  | 535  | 476  | 357  | 370  | 252  | 250  | 175  | 175  | 195  | 209  |
| Počet domů     | 122  | 124  | 124  | 125  | 124  | 126  | 126  | 126  | 126  | 97   | 90   | 120  | 120  | 119  | 120  |

## Obecní správa
Při sčítání lidu v letech 1850–1951 Stříbrné Hory byly městem. V roce 1952 byly obce Nalžovy a sousedící Stříbrné Hory spojeny, tím vznikla nová obec Nalžovské Hory.